# ブライアン・ジンガイ
ブライアン・ジンガイ（Brian Dzingai、1981年4月29日 ‐ ）は、ジンバブエ・ハラレ出身で短距離走を専門にしている陸上競技選手。200mの自己ベストは20秒12のジンバブエ記録保持者。2008年北京オリンピック男子200mのファイナリスト（4位）である。

## 経歴
2003年8月、パリ世界選手権男子200mで世界選手権初出場を果たすも、1次予選で20秒96（-0.8）の組5着に終わった。
2004年8月、アテネオリンピック男子200mでオリンピック初出場を果たすと、1次予選を20秒72（+2.0）の組4着で突破し、世界大会で初めて最初のラウンドを突破した。2次予選では20秒87（+0.2）の組5着に終わり、準決勝には進めなかった。
2007年8月、大阪世界選手権男子200mの2次予選を20秒28（+0.3）で突破し、世界大会で初のセミファイナリストとなった。準決勝はタイムを落とし、20秒45（-0.4）の組6着で敗退した。
2008年8月、北京オリンピックの開幕式でジンバブエ選手団の旗手を務めた。レースでは男子200mに出場し、1次予選で20秒25（0.0）、2次予選で20秒23（+0.2）と、両ラウンドを全体トップのタイムで突破すると、準決勝は今季シーズンベストタイの20秒17（+0.1）で組2着（全体5位）に入り、世界大会で初めて決勝に進出した。決勝では20秒22（-0.9）をマークして当初6位でゴールするが、ゴール後に2位のチュランディ・マルティナ（19秒82）と3位のウォーレス・スピアモン（19秒85）が共にレーン侵害のため失格となり、その結果ジンガイは4位に繰り上がった。
2008年9月14日、年間王者決定戦と呼ばれたワールドアスレチックファイナル男子200mに2大会連続の出場を果たすと、20秒88（-0.1）をマークして6位に入った。ワールドアスレチックファイナルには全部で3回出場することになるが、これが最高成績となった。
2009年8月、ベルリン世界選手権男子200mで世界選手権に4大会連続となる出場を果たすも、2次予選で負傷のため途中棄権に終わった。
2010年以降は背中の怪我に悩まされ、世界大会から遠ざかった。

## 自己ベスト
記録欄の（　）内の数字は風速（m/s）で、+は追い風、-は向かい風を意味する。
| 種目 | 記録           | 年月日        | 場所         | 備考           |
| ---- | -------------- | ------------- | ------------ | -------------- |
| 100m | 10秒19 (-0.3)  | 2008年9月25日 | 大邱         |                |
| 100m | 10秒03w (+2.1) | 2007年5月19日 | クレルモン   | 追い風参考記録 |
| 200m | 20秒12 (+1.9)  | 2004年6月10日 | オースティン | ジンバブエ記録 |
| 200m | 20秒06w (+3.0) | 2008年7月9日  | テッサロニキ | 追い風参考記録 |
| 400m | 48秒96         | 2009年4月11日 | タラハシー   |                |

## 主要大会成績
備考欄の記録は当時のもの
| 年   | 大会                                 | 場所               | 種目    | 結果    | 記録            | 備考           |
| ---- | ------------------------------------ | ------------------ | ------- | ------- | --------------- | -------------- |
| 2002 | 英連邦競技大会 (en)                  | マンチェスター     | 100m    | 準決勝  | 10秒59 (+0.2)   |                |
| 2002 | 英連邦競技大会 (en)                  | マンチェスター     | 200m    | 2次予選 | 21秒31 (+0.5)   |                |
| 2003 | 世界選手権                           | パリ               | 200m    | 1次予選 | 20秒96 (-0.8)   |                |
| 2004 | オリンピック                         | アテネ             | 200m    | 2次予選 | 20秒87 (+0.2)   |                |
| 2005 | 世界選手権                           | ヘルシンキ         | 200m    | 2次予選 | 22秒32 (+2.0)   |                |
| 2005 | 世界選手権                           | ヘルシンキ         | 4x400mR | 予選    | 3分08秒26 (3走) |                |
| 2006 | アフリカ選手権 (en)                  | バンボウ           | 200m    | 6位     | 21秒24 (-1.5)   |                |
| 2007 | アフリカ競技大会 (en)                | アルジェ           | 100m    | 準決勝  | 10秒54 (-0.4)   |                |
| 2007 | アフリカ競技大会 (en)                | アルジェ           | 4x100mR | 3位     | 39秒16 (3走)    | ジンバブエ記録 |
| 2007 | アフリカ競技大会 (en)                | アルジェ           | 200m    | 準決勝  | DNS             |                |
| 2007 | 世界選手権                           | 大阪               | 200m    | 準決勝  | 20秒45 (-0.4)   |                |
| 2007 | ワールドアスレチック ファイナル (en) | シュトゥットガルト | 200m    | 7位     | 20秒56 (+1.3)   |                |
| 2008 | オリンピック                         | 北京               | 200m    | 4位     | 20秒22 (-0.9)   |                |
| 2008 | ワールドアスレチック ファイナル (en) | シュトゥットガルト | 200m    | 6位     | 20秒88 (-0.1)   |                |
| 2009 | 世界選手権                           | ベルリン           | 200m    | 2次予選 | DNF             |                |
| 2009 | ワールドアスレチック ファイナル (en) | テッサロニキ       | 200m    | 8位     | 21秒22 (-0.3)   |                |
| 2010 | アフリカ選手権 (en)                  | ナイロビ           | 200m    | 予選    | DNS             |                |
| 2012 | アフリカ選手権 (en)                  | ポルトノボ         | 100m    | 予選    | DNS             |                |
| 2012 | アフリカ選手権 (en)                  | ポルトノボ         | 200m    | 予選    | 21秒74 (+0.4)   |                |